# Kikkeri
Kikkeri ist ein ca. 700 Einwohner zählendes Dorf im Gemeindebezirk (taluk) von Krishnarajpet im Distrikt Mandya im südwestindischen Bundesstaat Karnataka. Es ist bekannt wegen eines Hoysala-Tempels aus dem 12. Jahrhundert.

## Lage
Kikkeri liegt auf dem Dekkan-Plateau in einer Höhe von gut 830 m ü. d. M.; die Distriktshauptstadt Mandya befindet sich ca. 50 km südöstlich und der den Jains heilige Ort Sravanabelagola liegt nur knapp 15 km nordöstlich. Das Klima ist für indische Verhältnisse eher gemäßigt; Regen fällt hauptsächlich während der Monsunmonate Mai bis Oktober.

## Bevölkerung
Die mehrheitlich Kannada sprechende Bevölkerung besteht größtenteils aus Hindus; Moslems und andere Religionen (Sikhs, Buddhisten etc.) bilden zahlenmäßig kleine Minderheiten. Der männliche und der weibliche Bevölkerungsanteil sind ungefähr gleich hoch.

## Wirtschaft
Die Einwohner von Kikkeri leben überwiegend als Bauern. Auf den Feldern der Umgebung werden hauptsächlich Weizen, Linsen und Kichererbsen angebaut, aber auch Kokospalmen spielen eine wichtige Rolle im Wirtschaftsleben der Region.

## Geschichte
Kikkeri war ein wichtiger Ort im mittelalterlichen Hoysala-Reich; später kam es unter die Kontrolle des Vijayanagar-Reiches und seit dem 19. Jahrhundert unter die der Briten.

## Sehenswürdigkeiten
- Der um 1170 als Stiftung einer wohlhabenden Dame unter König Narasimha I. erbaute Brahmeshvara-Tempel steht am Ufer eines ca. 500 m östlich des Dorfes gelegenen Sees; er ist dem Hindu-Gott Shiva geweiht und besteht aus vier Bauteilen: Über der im Westen befindlichen Cella (garbhagriha) erhebt sich ein mehrfach gestufter Vimana-Turm mit abschließender Vase (kalasha); ein Vorraum (antarala oder sukhanasi) leitet über zu einer großen Vorhalle (mandapa), deren gedrechselte Säulen auf die Hoysala-Architektur verweisen; ein östlich vorgelagerter weiterer Bauteil beherbergt die bei Shiva-Tempeln obligatorische Nandi-Figur. Sämtliche Bauteile sind zum Schutz vor (Monsun-)Regen und freilaufenden Tieren durch eine Sockelzone leicht erhöht; eine rituelle Umwandlung (pradakshina) ist somit nur auf dem gepflasterten Bodenniveau möglich. Während das fensterlose Innere des Tempels mit Ausnahme einiger Deckenkompartimente, acht Steinreliefs mit Musikantinnen und Tänzerinnen (madanikas) sowie zwei beinahe lebensgroßen Wächterfiguren (dvarapalas) auf beiden Seiten des Eingangs zur Cella eher zurückhaltend gestaltet ist, sind die Außenwände des gesamten Baus reich mit Götterfiguren und Musikanten geschmückt; auffällig ist die Tatsache, dass die Götterfiguren von turmartigen Architekturabbreviationen überhöht sind, wohingegen oberhalb der Begleitfiguren lediglich girlandenartige Gebilde zu sehen sind.

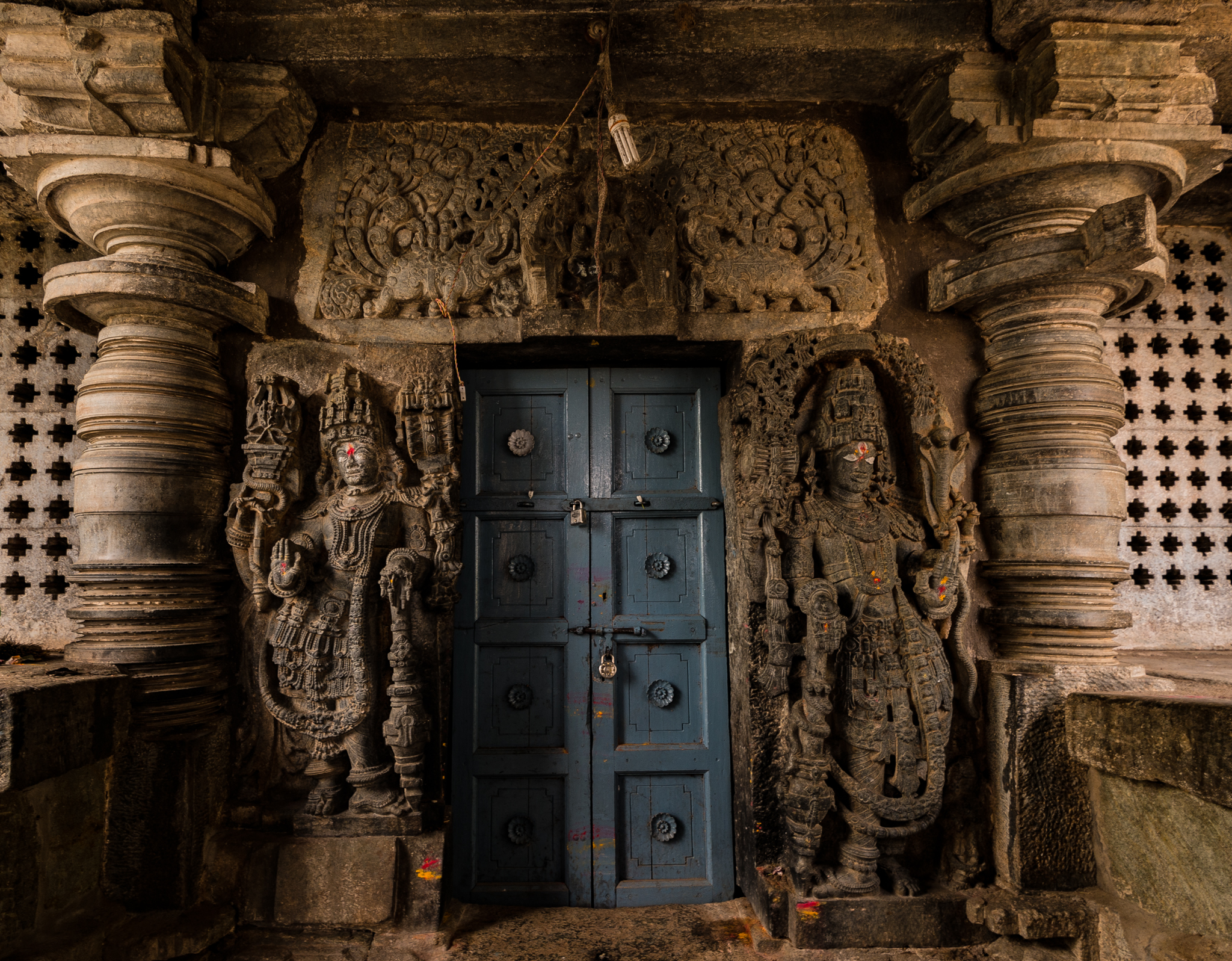
Lebensgroße Wächter (dvarapalas) am Eingang zur Cella
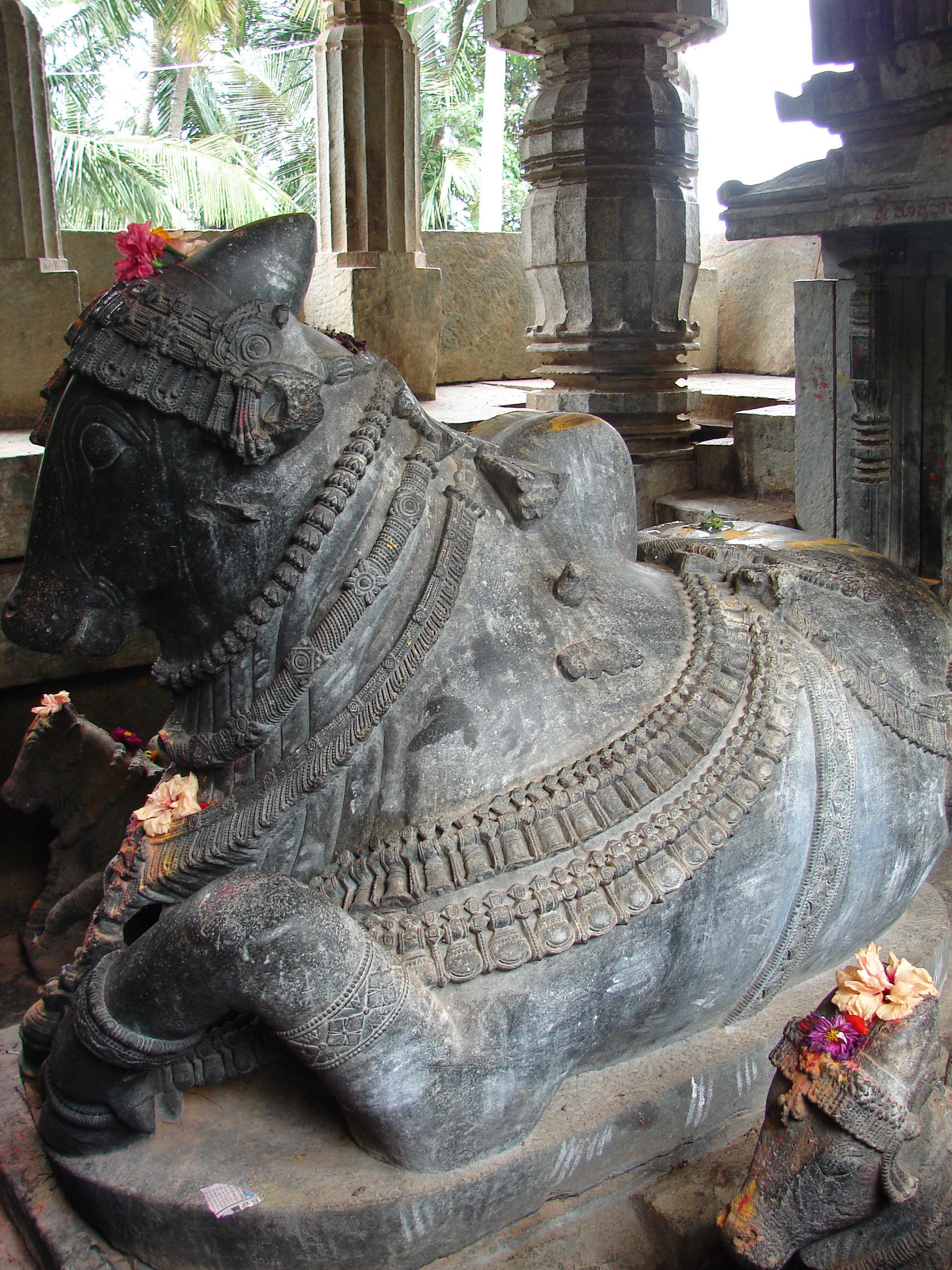
Nandi-Bulle in der Vorhalle
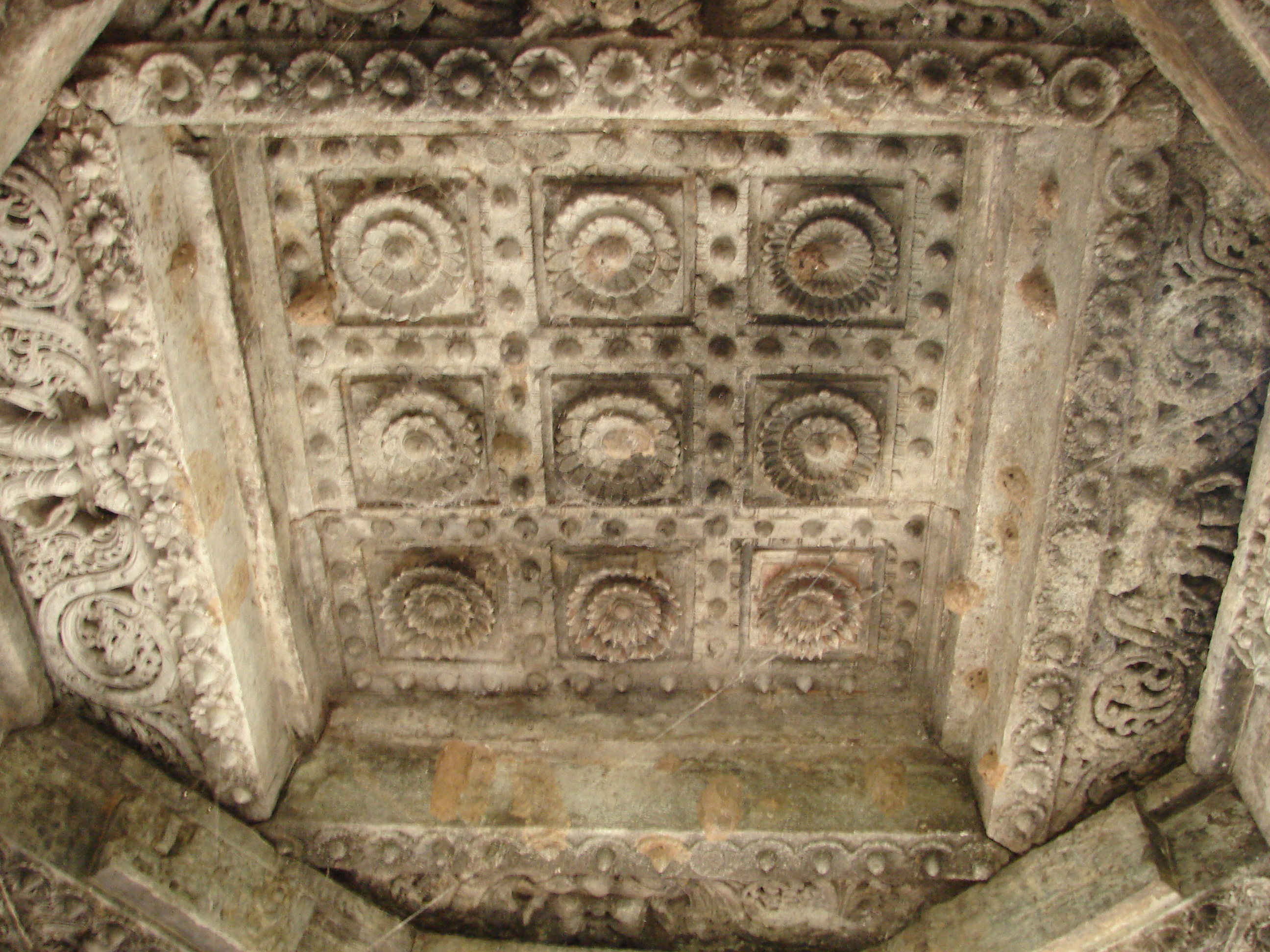
Deckendekor
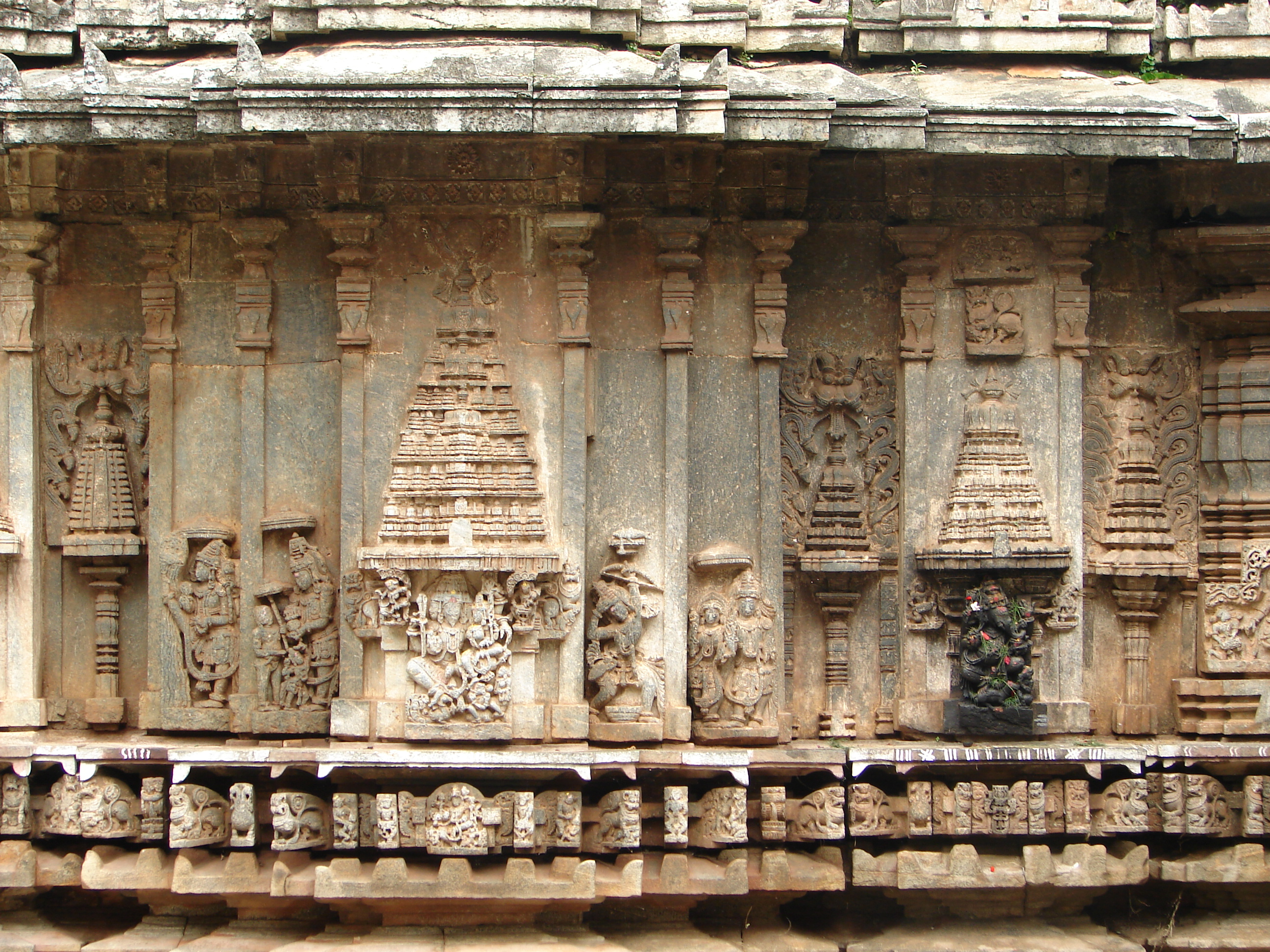
Außenwanddekor
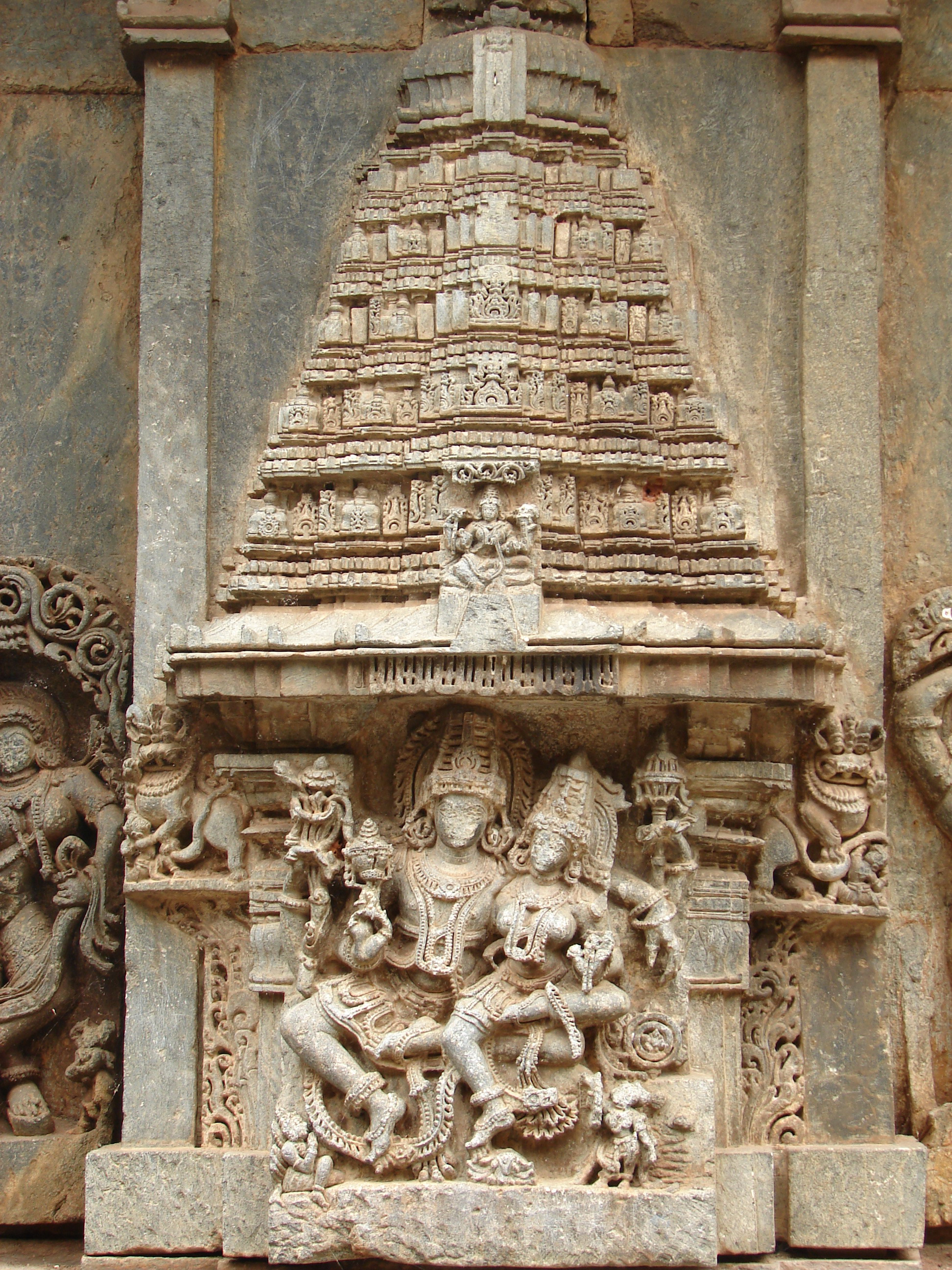
Lakshmi-Narayana

- Ein weiterer Tempel (Sri Kikkerma Temple) befindet sich ca. 500 m nördlich des Dorfes.

Umgebung
Auch das nur etwa 4 km nordwestlich gelegene Dorf Govindanahalli verfügt über einen sehenswerten Hoysala-Tempel.